# سها جندي
سها سمير ناشد جندي مواليد (4 سبتمبر 1966) هي دبلوماسية مصرية تشغل منصب وزيرة الدولة للهجرة وشئون المصريين بالخارج منذ أغسطس 2022 خلفاً لنبيلة مكرم.

## المؤهلات العلمية
بكالريوس الأداب واللغة الإنجليزية ، كلية الألسن ،جامعة عين شمس.
دبلوم العلاقات الدولية من المؤسسة الألمانية للتنمية.
ماجستير الدراسات الأورومتوسطية، من كلية الإقتصاد والعلوم السياسية، جامعة القاهرة.

## عملها
خدمت الجندي في عدة دول حيث خدمت في ألمانيا بداية من عام 1992 وحتى 1996، ثم انتقلت إلى رومانيا واستمرت بها في الفترة بين 1999 و2003، وبحلول عام 2006 تقلدت سها الجندي منصب رئيس البعثة المصرية الدائمة لدى الأمم المتحدة في نيويورك واستمرت به حتى عام 2010، و سفيرة مصر في أيرلندا والذي تولته منذ 2015 حتى 2019 وكان آخر منصب تولته قبل توليها حقيبة وزارة الهجرة هو مساعد وزير الخارجية للمنظمات والتجمعات الأفريقية، أثناء رئاسـة مصـر الأفريقي عام 2019.